# 重新入境許可
重新入境許可也称I-327表格（英語：Form I-327），俗称回美证，是美国公民及移民服务局签发给美国永久居民的旅行证件，保证永久居民在离开美国超过一年时间后（例如出差工作期间）能顺利再以绿卡入境美国。

## 概要
重新入境许可的主要用途为允许美国永久居民在不失去美国永久居留权的情况下长期离美。回美证须与美国绿卡同时使用方能被允许入境。针对为期一年或更短的短期国际旅行，只需持有美国永久居民卡本身就可以被允许重新入境美国。永久居民必须能够提供足够的证据以维持在美国的永久居留权。即使是少于一年的国际旅行，美国海关也有权询问永久居民是否有在美国长期居住的意向，并要求提供相关证据，否则将失去永久居留权。
另外，针对一些无国籍或因各种原因无法从自己国家获取护照的美国绿卡持有者来说，重新入境许可也可作为国际旅行证件使用。该证本身的设计和功能很类似护照，设有签证页可用于粘贴签证。但相比持有美国护照的美国公民来说，持证人则不享有美国政府提供的领事保护权，换而言之，美国政府无义务在海外保护回美证持有者。

旧版美国重新入境许可
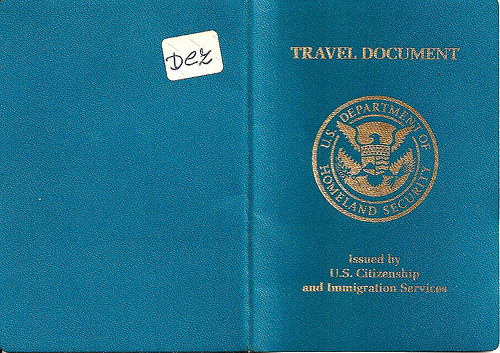
封面
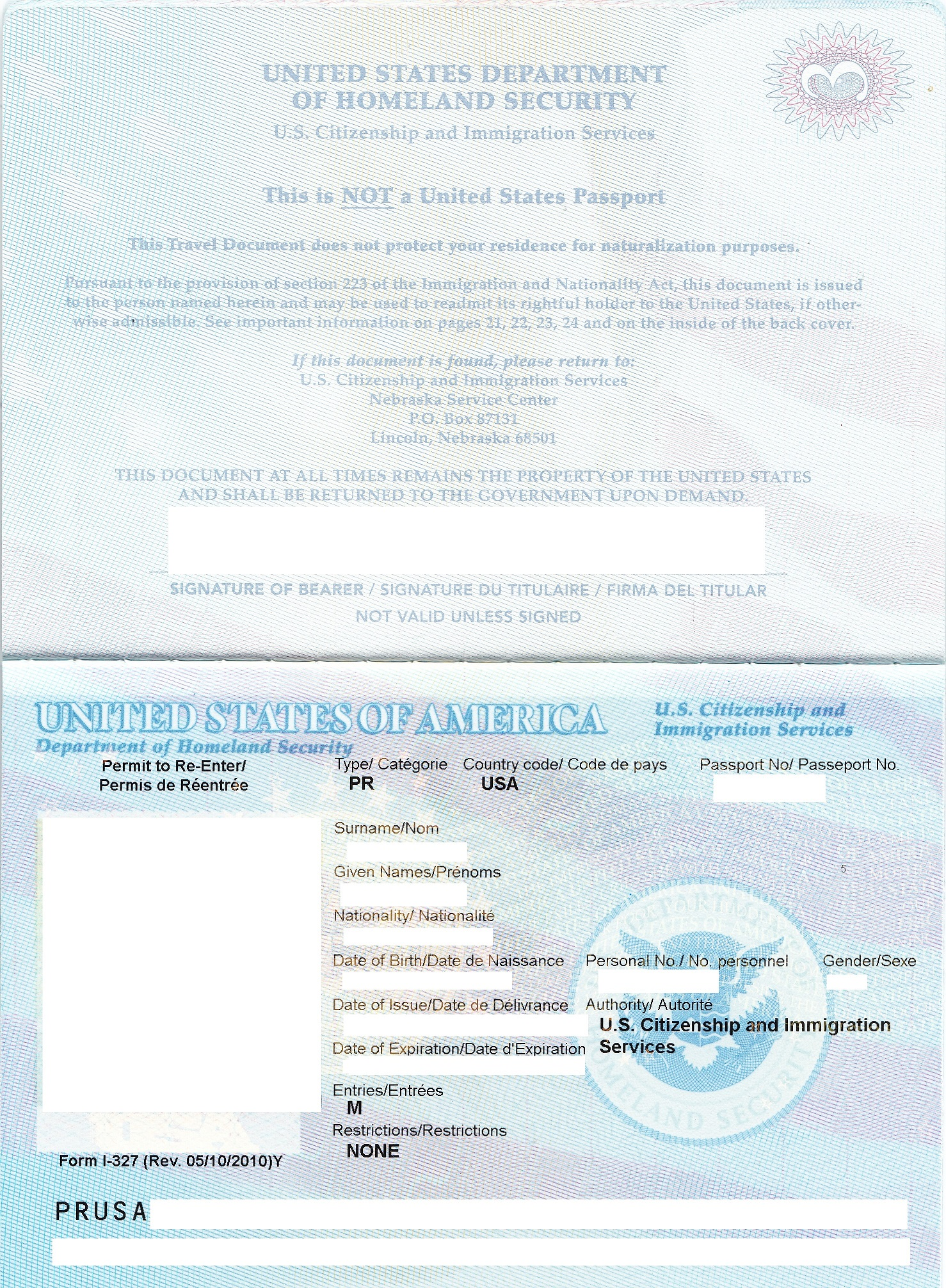
个人信息页